# Sport a Salerno

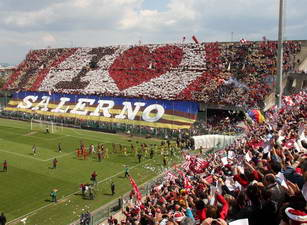
Lo sport più seguito a Salerno è il calcio (immagine dello Stadio Arechi)

In questa voce sono raccolte informazioni sui maggiori protagonisti dello sport a Salerno e sulla storia dello sport nella città salernitana.

## Sport di squadra
A Salerno è diffusa la pratica di sport di squadra quali calcio, pallanuoto, rugby, eccetera.
Nella pallanuoto il primato spetta alla storica formazione della Rari Nantes Salerno, che attualmente milita nella massima serie.
La passione per la società calcistica della città, la Salernitana, è sicuramente più popolare, ed accompagna la vita dei salernitani dal 1919, anno di fondazione della società. In più di 100 anni di storia calcistica che hanno visto la compagine alternarsi tra i campionati di Serie B e Serie C, per poi stabilizzarsi in seconda divisione, la Salernitana in tre occasioni è riuscita a raggiungere la Serie A.
Infatti nei campionati 1947-1948 e 1998-1999 la Salernitana ha gareggiato in Serie A; nelle due partecipazioni al massimo torneo ha sconfitto squadre blasonate come Roma, Lazio, Milan, Inter e Juventus.
Dalla stagione 2005-2006, dopo il fallimento della prima squadra cittadina, la compagine ha disputato il campionato di serie Serie C1; venne promossa in Serie B dopo aver vinto il campionato 2007-2008. Alla fine del campionato 2009-2010 retrocesse nuovamente in Lega Pro Prima Divisione (ex Serie C1).
Il 26 luglio 2011 una nuova società venne ufficialmente presentata alla presenza degli imprenditori Claudio Lotito e Marco Mezzaroma, vincitori del bando comunale per l'istituzione di una nuova squadra cittadina, e del sindaco di Salerno Vincenzo De Luca. Il 5 agosto, presso lo Stadio Arechi, Marco Mezzaroma presentava l'organigramma societario. Il 12 agosto 2011, la Lega Nazionale Dilettanti accettava l'iscrizione del Salerno Calcio - questo il nome della società - alla Serie D, inserendo la squadra nel Girone G.Nella stagione 2012-2013 ha militato in Lega Pro Seconda Divisione nuovamente con il nome originale "Salernitana", dopo aver vinto il girone G di Serie D nella Serie D 2011-2012, e nella stagione 2013-2014 disputa il campionato di Lega Pro Prima Divisione, avendo già ottenuto la promozione nel proprio campionato di competenza fin dall'aprile 2013. Il 25 aprile 2015, con due giornate di anticipo, ottiene la promozione in Serie B. Il 10 maggio 2021, arrivando seconda in Serie B, ottiene la promozione in Serie A , dopo un'assenza di 22 anni.
Le altre realtà calcistiche della città sono: la Pro Salerno Calcio, l'A.S.D. Centro Storico Salerno,l'Olympic Salerno, la Longobarda Salerno e la Salerno Guiscards.

## Sport minori
Vi sono anche altri sport seguiti in misura minore dai salernitani, come il motociclismo e l'automobilismo.
Nel motociclismo va segnalata la partecipazione negli anni tra il 1988 ed il 1997 ai massimi livelli nei campionati italiani di velocità su pista del Moto Club Costa dei Saraceni che schierò i propri atleti (tra gli altri: il salernitano Giuseppe Fiorillo, il minorese Giuliano Ruocco e l'avellinese Gianluca Galasso) nei campionati italiani delle classi 125, 250 e 750, conseguendo lusinghieri risultati.
Nel 1989 Galasso e Fiorillo si piazzarono entrambi secondi assoluti nel Campionato Italiano Velocità S.P. rispettivamente nelle classi 750 e 125.
Nel 1991 Fiorillo si piazzò terzo nel Campionato Europeo Grand Prix classe 125. L'anno successivo G.Fiorillo partecipò con alterne fortune al Campionato Mondiale Grand Prix classe 125 come pilota ufficiale Yamaha. Nel 1993, passato alla classe superiore, Fiorillo si laureò Campione d'Europa Velocità Grand Prix classe 250, risultato mai raggiunto prima di allora da un atleta salernitano in uno sport motoristico. Lo stesso Giuseppe Fiorillo negli anni 1990, 1991 e 1993 vestì per quaranta volte la maglia della Nazionale Azzurra Federale nel Campionato Europeo Grand Prix classi 125 e 250. Ancora, negli anni 1995 e 1996 Fiorillo si piazzò rispettivamente al quarto ed al secondo posto assoluto nel Campionato Europeo Grand Prix classe 250 e nel 1997 partecipò all'intera stagione del Campionato Mondiale Grand Prix classe 250 conseguendo come miglior risultato l'ottavo posto nel Gran Premio della Repubblica Ceca il 31/08/1997.
Va ricordato che nelle strade di Salerno vi fu -dal 1953 al 1961- una gara automobilistica di fama internazionale: il "Gran Premio di Salerno" di Formula 3.
Squadre salernitane partecipano, o hanno partecipato, ai massimi campionati nazionali di diversi sport considerati "minori", dalla pallamano (la Handball Salerno, che ha vinto lo scudetto nel 2004, e la ITC Salerno, che ha vinto diverse volte i campionati italiani, coppe Italia e supercoppe italiane), all'hockey su pista (con la Roller Salerno, che nel 2003 e 2004 ha centrato la qualificazione alla coppa dei campioni dopo aver raggiunto il terzo posto nel campionato italiano di serie A1 e ha disputato la coppa CERS nel 2006), alla scherma (il Club Scherma Salerno A.S.D. ha militato in serie A1 sia con la squadra di fioretto maschile che con la squadra di sciabola femminile, vincendo lo scudetto sia nel 2005 che nel 2006.)
Dal 2003 viene praticato il Calcio a 5 con la nascita dell'Alma Salerno, iscritta al campionato nazionale di Serie B.
Praticati, se pure in serie minori, anche il rugby (Arechi Rugby, A.S. Rugby Salerno, CUS Salerno,  ASD Zona Orientale Rugby Popolare Salerno ), la pallavolo (Indomita Salerno) e la pallacanestro (Delta Basket Salerno). Un certo seguito ha il tennis, seguito da numerosi appassionati ai campi comunali del Torrione ed al circolo privato tennistico "Le Querce" nella periferia di Fratte.
A Salerno viene anche praticato il football americano. Dopo il fallimento nel 2003 dei Seagulls Salerno, infatti, nel 2004 furono fondati gli Eagles Salerno che attualmente militano in Terza Divisione.
Dal 1991 viene seguito anche il Bowling, uno sport con moderni impianti alla periferia sud cittadina che sta acquistando giovani praticanti specialmente nell'ultimo decennio.
Salerno vanta inoltre la presenza nel territorio della Scuola di Paracadutismo Salerno, con base nell'aeroporto di Salerno-Pontecagnano. La scuola organizza corsi di paracadutismo e nel 2006 è riuscita a portare per la prima volta i campionati italiani assoluti nel meridione italiano, mettendo a segno un 2º posto nelle specialità "figure in caduta libera a 8 elementi" ed un 3º posto nelle "figure in caduta libera a 4 elementi".
A Salerno è presente l'Associazione Sportiva Dilettantistica degli "Arcieri Arechi Salerno 15/064", affiliata alla FITARCO CONI dal 1992..

### Ciclismo

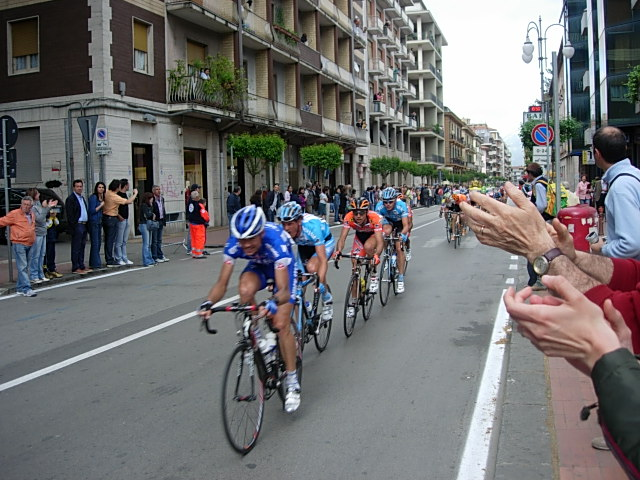
Il passaggio della 4ª tappa del Giro d'Italia nel 2007, ad Avellino

Salerno è stata negli anni la città di arrivo delle seguenti tappe del Giro d'Italia:
| Anno | Tappa | Partenza          | km  | Vincitore di tappa | Maglia rosa        |
| ---- | ----- | ----------------- | --- | ------------------ | ------------------ |
| 1913 | 4ª    | Roma              | 341 | Giuseppe Azzini    | Giuseppe Santhià   |
| 1929 | 6ª    | Cosenza           | 295 | Alfredo Binda      | Alfredo Binda      |
| 1930 | 6ª    | Cosenza           | 292 | Allegro Grandi     | Luigi Marchisio    |
| 1949 | 4ª    | Cosenza           | 292 | Fausto Coppi       | Giordano Cottur    |
| 1956 | 10ª   | Campobasso        | 156 | Miguel Poblet      | Alessandro Fantini |
| 1967 | 11ª   | Potenza           | 160 | Rudi Altig         | José Pérez Francés |
| 1983 | 7ª    | Campitello Matese | 216 | Moreno Argentin    | Giuseppe Saronni   |
| 1995 | 9ª    | Terme La Calda    | 165 | Rolf Sørensen      | Tony Rominger      |
| 2023 | 5ª    | Atripalda         | 171 | Kaden Groves       | Andreas Leknessund |

È stata inoltre sede di partenza delle seguenti tappe del Giro d'Italia:
| Anno | Tappa | Arrivo                      | km    | Vincitore di tappa                    | Maglia rosa                           |
| ---- | ----- | --------------------------- | ----- | ------------------------------------- | ------------------------------------- |
| 1913 | 5ª    | Bari                        | 295,6 | Giuseppe Azzini                       | Eberardo Pavesi                       |
| 1929 | 7ª    | Formia                      | 220   | Alfredo Binda                         | Alfredo Binda                         |
| 1930 | 7ª    | Napoli                      | 180   | Raffaele Di Paco                      | Luigi Marchisio                       |
| 1949 | 5ª    | Napoli                      | 161   | Serafino Biagioni                     | Giordano Cottur                       |
| 1956 | 11ª   | Frascati                    | -     | soppressa per elezioni amministrative | soppressa per elezioni amministrative |
| 1983 | 8ª    | Terracina                   | 212   | Guido Bontempi                        | Giuseppe Saronni                      |
| 2007 | 4ª    | Montevergine di Mercogliano | 153   | Danilo Di Luca                        | Danilo Di Luca                        |

## Elenco sport
Elenco degli sport maggiormente praticati a Salerno:

### Calcio
- Unione Sportiva Salernitana 1919
- Associazione Calcio Salernitana Femminile
- Associazione Sportiva Dilettantistica Pro Salerno

### Calcio a 5
- Alma Salerno Calcio a 5

### Pallanuoto
- Circolo Nautico Salerno
- Rari Nantes Salerno
- Rari Nantes Arechi

### Pallamano
- ITC Store Salerno PDO Handball Team
- Handball Salerno

### Scherma
- Club Scherma Nedo Nadi Salerno [10]

- Club Scherma Salerno A.S.D.[11]

### Pallavolo
- Indomita Salerno

### Football americano
- A.S.D. Eagles Salerno

### Automobili
- Circuito automobilistico di Salerno[12]

### Tennis
- Circolo Tennis Salerno[13]

## Impianti sportivi
Tra le principali strutture sportive presenti a Salerno vi sono:
- Stadio "Arechi" (calcio)
- Stadio "Donato Vestuti" (calcio, rugby, football americano, atletica leggera, pugilato)
- Stadio "Alcide De Gasperi" (calcio)
- Centro sportivo "Vincenzo Volpe"
- Palatenda "Marco Tulimieri" (hockey su pista, pallamano)
- Palasilvestri (pallacanestro)
- Palestra "Matteo Senatore" (pallacanestro, pallavolo)
- Pattinodromo "Tullio D'Aragona" (hockey su pista, pattinaggio)
- Campi da tennis "Di Ninno" Torrione (tennis)
- Piscina "Simone Vitale" (pallanuoto, nuoto)
- Piscina "Nicodemi" (pallanuoto, nuoto)
- Centro sportivo "Carmen Rubino" (aikidō, scherma)